# Гуз, Сергей Анатольевич
Гуз, Сергей Анатольевич (р. 29 октября 1955, Минск) — кандидат физико-математических наук, заведующий кафедрой МОУ ФУПМ МФТИ (1999—2022), проректор МФТИ по учебной работе с 1984 года по 1998, генеральный директор НПО «ЛИТ» и ряда других учреждений, член правления Физтех-Союза, сооснователь Физтех-лицея им. П. Л. Капицы — известный учёный, преподаватель, предприниматель в научно-технической и социально-педагогической областях. Участник разработки экологической технологии, отмеченной Премией Правительства РФ в области науки и техники за 2000 год (от МФТИ группу разработчиков в составе награждённых представлял ректор МФТИ, чл.-корр. РАН Н. Н. Кудрявцев).

## Биография
Родился 29 октября 1955 в Минске. В 10 классе в качестве подготовки к поступлению в МФТИ пытался поступить в ЗФТШ при МФТИ, но не был принят из-за слабого выполнения работы по физике. Эта неудача по воспоминаниям самого Сергея Анатольевича раззадорила его и помогла позже успешно сдать вступительные экзамены в МФТИ по физике.
Со второго курса С. А. Гуз сам на общественных началах преподаёт в ЗФТШ МФТИ, занимается общественной работой в комитете комсомола института.
С ЗФТШ связана и одна из первых инноваций С. А. Гуза — в условиях, когда целый ряд вузов, по примеру МФТИ, начали открывать собственные заочные школы для привлечения одарённых школьников в свой вуз и тем самым где-то соперничать с МФТИ, С. А. Гуз предложил принимать в ЗФТШ МФТИ школьников не с 9-го (как уже стало обычно), а с 8-го класса и тем самым опережать конкурентов.
Студентом был избран секретарём комитета комсомола ФУПМ, затем — института, секретарём парткома МФТИ.
В 1978 году окончил Московский Физико-технический институт, в 1981 году — аспирантуру МФТИ. Кандидат физико-математических наук. Доцент кафедры математических основ управления МФТИ. В 1984—1998 годах занимал должность проректора МФТИ по учебной работе. С 1999 года по 2022 г. — заведующий кафедрой математических основ управления ФУПМ МФТИ.

. Ныне кафедру возглавляет её выпускник, д.ф.-м.н. А. В. Гасников.
Вступил в партию «КПСС».
Вступил в партию «Единая Россия».

## Научно-предпринимательская деятельность
В 1991 году организовал негосударственное образовательное учреждение «Учебно-научно-производственный комплекс (УНПК) МФТИ», директором которого является и в настоящее время.
С 1998 года — председатель Совета директоров группы «ЛИТ», которое занимает одно из первых мест в мире среди производителей ультрафиолетового оборудования (в том числе кварцевых генераторов), используемого при очистке водопроводной воды, подземных помещений (в том числе московского метро), сточных вод (для снижения экологической нагрузки на окружающую среду).
В 2001 году группа руководителей и сотрудников ряда предприятий и учреждений, участвовавших в создании и внедрении этой технологии, включая АвтоВАЗ, МФТИ и Волгоградводоканал, была удостоена Премии Правительства РФ в области науки и техники (от сотрудников и выпускников МФТИ группу разработчиков в составе награждённых представлял ректор МФТИ, чл.-корр. РАН Н. Н. Кудрявцев),

Считая необходимым принимать участие в благоустройстве жизни района «Богородское» Москвы, где расположено НПО «ЛИТ», С. А. Гуз основал и осуществляет целый ряд программ поддержки различных областей жизни этого района .
2 марта 2008 года С. А. Гуз избран в депутаты муниципального собрания района «Богородское».

## Новации в социально-педагогической области
Будучи проректором по учебном работе МФТИ, С. А. Гуз предложил в 1991 году создать в Долгопрудном учебное заведение для одарённых школьников «Физтех-лицей» (с 2014 года — имени П. Л. Капицы) и совместно с О. С. Федько и рядом других заинтересованных преподавателей МФТИ способствовал его дальнейшей деятельности.
В 1995 году принимал участие в создании Клуба выпускников МФТИ, а в 2003 году избран его председателем.

## Научные труды
- Список трудов в каталоге РГБ.
- Список научных трудов в РИНЦ

### Избранные учебные пособия
- Натан А. А., Горбачёв О. Г., Гуз С. А. Основы теории случайных процессов : учеб. пособие по курсу «Случайные процессы» — М.: МЗ Пресс — МФТИ, 2003. − 168 с. ISBN 5-94073-055-8.
- Натан А. А., Горбачёв О. Г., Гуз С. А. Математическая статистика. : учеб. пособие. М.: МЗ Пресс — МФТИ, 2004. ISBN 5-94073-087-6.
- Натан А. А., Горбачёв О. Г., Гуз С. А. Теория вероятностей. : учеб. пособие. — М.: МЗ Пресс — МФТИ, 2007. — 253 с. ISBN 5-94073-099-X
- Теория стохастических систем, находящихся под действием широкополосного стационарного шума, фильтрованного в области низких частот / С. А. Гуз, М. В. Свиридов. — Москва : Университетская книга, 2016. — 223 с.; ISBN 978-5-98699-160-3 : 500 экз
  - электр. выпуск (для авториз. пользователей IPR Books)
- Лекции по случайным процессам : учеб. пос. / А. В. Гасников, Э. А. Горбунов, С. А. Гуз [и др.]; под редакцией А. В. Гасникова; — Москва : МФТИ, 2019. — 252 с.; ISBN 978-5-7417-0710-4 : 250 экз.